# アン・サクラート
アン・マリエ・サクラート（Ann Marie Saccurato、1978年1月1日 - ）は、アメリカ合衆国・ニューヨーク州ソーンウッド出身の女子プロボクサーである。スタイルはオーソドックス。

## 来歴
ニューヨーク・ゴールデングローブなどアマチュアで活躍後、プロ転向。
2002年5月24日のアン・マリー・フランシー戦でプロデビュー。 
2005年8月26日のベリンダ・ララキュエント戦で初黒星を喫する。
2006年11月4日、ジェレーナ・ムルジェノビッチとのWBC女子ライト級王座決定戦に勝利し王座獲得。
ウェルター級に転級し、2007年3月22日、ホリー・ホルムとのWIBA・WBC・WBA・IFBA同級タイトルマッチに挑むが判定により敗退。
その後ライト級に戻し、9月27日、ジェシカ・ラーコーツィが持つWBC同級王座をKOで奪取。
11月10日、新宿FACEにて風神ライカが持つWIBA同級王座に挑戦するが、判定負け。この敗戦によりWBC王座を剥奪される。
2008年8月11日、同王座返り咲きを懸けてライカと再戦し、3-0の大差判定勝ちで奪還。
2009年10月9日、WBO女子初代スーパーライト級王座をミリアム・ラマールと争うが、大差判定負け。
11月13日、ジェレーナ・ムルジェノビッチを判定で退けWBC王座初防衛。
2010年12月3日、ホリー・ホルムに8回TKO負け。
2011年8月6日、暫定王者エリカ・ファリアスとの王座統一戦に挑むが、8回負傷判定負けで王座陥落。

## 戦績
- 23戦15勝（6KO）6敗2分け

## 獲得タイトル
- WBC女子女子世界ライト級王座